# Francisco A. de Icaza
Francisco de Asís de Icaza y Beña (Città del Messico, 2 febbraio 1863 – Madrid, 28 maggio 1925) è stato un poeta e storico messicano.

## Biografia
Era il figlio di Ignacio de Icaza e Iturbe, e di sua moglie, María Tomasa Beña y García. Membro di una delle famiglie più illustri della nobiltà della Nuova Spagna, fin dalla sua giovinezza si dedicò alla carriera diplomatica. Era un amico di Vicente Riva Palacio, che, quando è stato nominato ministro del Messico in Spagna, lo prese come segretario.

## Carriera

### Carriera diplomatica
È stato ministro plenipotenziario in Germania e in Spagna. In Spagna, ha trascorso parte della sua vita, prima come diplomatico e, dopo lo scoppio della rivoluzione messicana, in esilio.

### Carriera letteraria
Era inizialmente conosciuto come poeta, ma ha raggiunto la notorietà con una raccolta dei suoi primi saggi intitolato Examen nel 1894. Nel 1901 venne pubblicato il suo libro Novelas ejemplares de Cervantes. Le sue poesie sono state pubblicate sulla Revista Azul.

### Carriera accademica
Fu un membro dell'Accademia della lingua messicana e uno dei fondatori dell'Accademia della storia messicana. In Spagna fu un membro della Real Academia de la Historia e dell'Académia de Bellas Artes de San Fernando di Madrid nonché presidente della facoltà di letteratura dell'Ateneo de Madrid.

## Matrimonio
Sposò, il 21 novembre 1895, Beatriz de León y Loynaz (1878-1971). Ebbero sei figli: Beatriz, Carmen (scrittore), Ana María, Francisco de Asís, María Luz e María Sonsoles.

## Opere
- Efímeras (1892)
- Lejanías (1895)
- La canción del camino (1905)
- Cancionero de la vida honda y la canción fugitiva (1922)
- Examen de críticos (1894)
- Las novelas ejemplares de Cervantes (1901)
- El Quijote durante tres siglos (1915)
- Supercherías y errores cervantinos (1917)
- Lope de Vega. Sus amores y sus odios y otros estudios (1925)
- Miscelánea histórica
- Sucesos reales que parecen imaginados de Gutierre de Cetina, Juan de la Cueva y Mateo Alemán (1919)
- Diccionario autobiográfico de conquistadores y pobladores de la Nueva España (1923)